# Чачи, Мустафа Сейдулаевич
Мустафа Сейдулаевич Чачи (25 мая 1935 — 15 февраля 1970) — управляющий отделением совхоза «Пятилетие Узбекской ССР» Аккурганского района Ташкентской области Узбекской ССР, инноватор по внедрению более производительных методов организации труда. Герой Социалистического Труда.

## Биография
Родился 25 мая 1935 года в селе Корбек (с 1945 года — Изобильное) Крымской АССР (ныне — Республика Крым). Крымский татарин. В 1944 году вместе со всеми крымскими татарами был выслан из Крыма в Узбекскую ССР (ныне — Республика Узбекистан). Из семьи, которая приехала в Ташкентскую область, только Мустафа мог работать (родители пожилые, старший брат инвалид, а младшие брат с сестрой были ещё маленькие), поэтому трудовую деятельность начал в 14 лет рабочим в совхозе «Пятилетие Узбекской ССР» Аккурганского района Ташкентской области. Затем работал трактористом. В 1957—1958 годах — помощник механика, а в 1958—1960 годах — бригадир механизированной полевой бригады этого совхоза.
Постоянно искал и внедрял в организацию деятельности новые методы, которые повышали производительность труда. Перевёл бригаду на хоз.расчёт. Первым в совхозе организовал тракторно-полеводческую бригаду комплексной механизации, которую возглавил. Такие бригады более производительны, чем отдельно работающие тракторные и полеводческие бригады.
С 1961 года — управляющий 5-м отделением совхоза «Пятилетие Узбекской ССР» Аккурганского района Ташкентской области. Продолжал совершенствовать и внедрять методы более эффективной организации труда хлопкоробов и механизаторов. Одним из первых исследовал и начал использовать новые прогрессивные схемы и технологии посева. Организовал работу с помощью механизированных звеньев: пропашной трактор работал на закреплённой за ним и звеном территории для посева. Внедрил технологические карты для каждого звена и выделялись постоянные рабочие, поливальщики. Мустафа Чача внедрял метод посева с заданным количеством семян.
Под его руководством отделение совхоза в 1959—1965 годах вырастило и собрало с площади 1140 гектаров по 35-40 центнеров хлопка с одного гектара. Показатели роста через каждые пять лет: 1955 г.- 17,5 ц/га, 1960 г. — 26,1 ц/га, 1965 — 30,9 ц/га. Если взять для сравнения старые полеводческие бригады, новые тракторно-полеводческие бригады и сравнить их производительность с укрупнённой бригадой М. Чачи, то получим такие показатели:
| Показатели                        | Ед. изм.  | старые полеводческие бригады | новые тракторно- полеводческие бригады (25га) | укрупнённая бригада Чачи М. | совхоз в целом |
| --------------------------------- | --------- | ---------------------------- | --------------------------------------------- | --------------------------- | -------------- |
| Нагрузка на 1 рабочего            | га        | 2,81                         | 5,93                                          | 6,42                        | 3,3            |
| Урожайность                       | ц / га    | 19,6                         | 22,5                                          | 28,6                        | 20,7           |
| Производство хлопка на 1 рабочего | т         | 5,5                          | 13,4                                          | 18,3                        | 6,0            |
| Затраты на 1 га                   | чел./ден. | 109                          | 106                                           | 89                          | 108            |
| Затраты на 1 ц хлопка             | чел./ден. | 5,6                          | 4,5                                           | 3,1                         | 5,2            |

Ф. Ф. Измайлов, в то время главный агроном совхоза, в своей книге "История и развитие совхоза «Пятилетие Узбекской ССР» вспоминал: 

«По итогам работы 1958 года стало всем ясно, что новые формы организации труда позволяют лучше и с большим эффектом использовать машины, землю и рабочую силу. Чачи М. и поддерживаемые его специалисты совершили коренной перелом в агротехнике и организации труда и производства…»— 
Заслуженный хлопкороб Узбекской ССР. Заслуженный механизатор Узбекской ССР (1964).
Указом Президиума Верховного Совета СССР от 30 апреля 1966 года за успехи, достигнутые в увеличении производства хлопка-сырца и коконов шелкопряда, Чачи Мустафе присвоено звание Героя Социалистического Труда с вручением ордена Ленина и золотой медали «Серп и Молот».
Перенимать опыт производительного труда к Мустафе Чачи приезжали как со всего Советского Союза, так и из зарубежных стран.
Депутат Верховного Совета СССР 7-го созыва (1966—1970).
Когда в конце 1960-х годов крымским татарам разрешили свободно перемещаться по стране, выступил против массового бесконтрольного отъезда крымских татар в Крым и в марте 1968 года подписал «письмо семнадцати» уважаемых крымских татар. В письме высказывалось понимание народного стремления вернуться на Родину, но подписанты предостерегали и призывали крымских татар не поддаваться на провокации людей, призывающих массово самостоятельно ехать обратно в Крым, так как массовое перемещение было бы повторной трагедией для народа, для людей старшего и среднего поколения. За подписание этого письма подвергся осуждению со стороны части крымских татар.
Умер 15 февраля 1970 года. Похоронен в Ташкенте на мемориальном кладбище «Чигатай».

## Награды
- Золотая медаль «Серп и Молот» (30.04.1966);
- Орден Ленина (30.04.1966).
- Орден Трудового Красного Знамени (16.02.1963)
- и другими

## Память
- В Узбекистане его именем названы улица[3][1], посёлок[3][1], детский лагерь[3], санаторий[3], учреждён диплом имени Мустафы Чачи[3][1].
- На месте захоронения установлен памятник Герою[5].